# Yoshihide Ōtomo
Yoshihide Ōtomo (大友 良英, Ōtomo Yoshihide), né le 1er août 1959 à Yokohama (Japon), est un musicien expérimental, guitariste, DJ et turntabliste, compositeur de musiques de film d'avant-garde. Il joue dans des groupes de rock alors qu'il est au lycée mais se tourne vers l'improvisation après avoir découvert le free jazz et les musiciens d'improvisation libre comme le guitariste Derek Bailey, le saxophoniste Kaoru Abe et le guitariste Masayuki Takayanagi chez qui il prend des leçons.
Ōtomo commence ses études à l'Université Meiji en 1979, où il étudie l'ethnomusicologie, tout particulièrement la musique pop japonaise de la Seconde Guerre Mondiale et le développement des instruments de musique durant la révolution culturelle chinoise. On retrouve dans des samples d'instruments et de musique de cette période dans plusieurs de ses œuvres. En 1981, Ōtomo commence à improviser dans des clubs (Jazu Kissa), en jouant de la guitare mais aussi en utilisant des bandes magnétiques et des instruments électroniques.
Il contribue à plusieurs projets musicaux liés à l'improvisation libre et à la musique bruitiste, notamment Ground Zero, Filament et New Jazz Ensemble.

## Discographie
- ONJQ Live, Otomo Yoshihide's New Jazz Quintet Live, produit en 2002 par Disk Union (enregistrement en public au Shinjuku Pit Inn à Tokyo, le 17 mars 2002)
- Les Archives sauvées des eaux, (Callithump CD, 2009, avec Luc Ferrari)[2]
- DVD Otomo Yoshihide Music(s), (la huit, 2007, director Guillaume Dero)